# Helena Boguszewska
Helena Boguszewska-Kornacka (ur. 18 października 1886 w Warszawie, zm. 11 listopada 1978 tamże) – polska pisarka.

## Życiorys
Była córką Ignacego Radlińskiego, polskiego religioznawcy, historyka i filologa klasycznego. W 1903 wyszła za mąż za Stefana Boguszewskiego.
Ukończyła, rozpoczęte w 1904, studia na Wydziale Przyrodniczym UJ w Krakowie. W 1906 przełożyła na polski dramat Maksyma Gorkiego Dzieci Słońca. Debiutowała w latach 1909–1910 drobnymi opowiadaniami dla dzieci na łamach „Promyka” – ilustrowanego dwutygodnika dla dzieci i „Promyczka” – dodatku do „Promyka” dla młodszych dzieci. W 1917 osiadła w Warszawie. W latach 1918–1919 opublikowała cykl podręczników przyrodniczych dla szkół podstawowych. Kierowała Studium Pracy Społecznej przy Wydziale Pedagogicznym Wolnej Wszechnicy Polskiej, działała w Polskim Komitecie Opieki nad Dzieckiem i w Związku Pracy Obywatelskiej Kobiet. W latach dwudziestych rozpoczęła działalność publicystyczną, zajmując się głównie problematyką społeczną i oświatową, losem dzieci biednych i kalekich. Publikowała artykuły m.in. w czasopismach „Świat, Dom i Szkoła” (1929), „Bluszcz” (1925–1939, z przerwami), „Kobieta Współczesna” (1927–1934), „Tygodnik Ilustrowany”. Za prawdziwy debiut Boguszewskiej uznać należy szkice opowiadania z życia niewidomych dzieci Zakładu dla Ociemniałych w Laskach pod Warszawą drukowane pt. Świat po niewidomemu w „Kobiecie Współczesnej” (1930–1931), wydane osobno w 1932. Od 1934 współpracowała z Jerzym Kornackim, późniejszym mężem. W latach 1933–1937 współzałożycielka i przewodnicząca zespołu literackiego „Przedmieście” działającego w Warszawie i Lwowie. Współredagowała zbiorowe publikacja grupy: Przedmieście (1934) i Pierwszy maja (1934).
W 1938 Aleksander Ford i Jerzy Zarzycki wyreżyserowali film Ludzie Wisły będący ekranizacją powieści Heleny Boguszewskiej i Jerzego Kornackiego Wisła.
Okupację spędziła w Warszawie, biorąc udział w konspiracyjnym życiu literackim i społecznym. Działała w Polskim Komitecie Wyzwolenia Narodowego. W latach 1944–1946 była posłanką do Krajowej Rady Narodowej. Uczestniczyła w pracach Głównej Komisji Badania Zbrodni Niemieckich. Współorganizowała Instytut Pamięci Narodowej przy Prezydium Rady Ministrów. W 1958 reaktywowała zespół Przedmieście.
Jest pochowana na cmentarzu reformowanym przy ul. Żytniej w Warszawie (kwatera O-1-2a).

## Twórczość
- 1932 Świat po niewidomemu
- 1933 Ci ludzie
- 1933 Czerwone węże
- 1934 Całe życie Sabiny
- 1934 Dzieci znikąd
- 1934 Za zielonym wałem
- 1938 Anielcia i życie
- 1945 Wspomnienie o Halinie Górskiej
- 1946 Nigdy nie zapomnę
- 1947 Czekamy na życie
- 1949 Żelazna kurtyna
- 1952 Czarna kura
- 1955 Pozbierane dzieci
- 1956 Siostra z Wisły
- 1958 Maria Elzelia
- 1961 Poprzez ulice
- 1965 Zwierzęta śród ludzi
- 1979 Adolf i Marian

Razem z Jerzym Kornackim:
- 1935 Jadą wozy z cegłą
- 1935 Wisła
- 1936–1939 cykl Polonez
  - Nous
  - Parisien
  - Deutsches Heim
  - Święcona kreda
- 1946 Ludzie śród ludzi
- 1955 Las
- 1959 Zielone lato 1934
- 2011 Powieść pod różą (książka ukończona w 1963 roku, lecz nie opublikowana ze względów politycznych)

## Ordery i odznaczenia
- Order Sztandaru Pracy II klasy (22 lipca 1949)[5]
- Krzyż Komandorski Orderu Odrodzenia Polski (11 lipca 1955)[6]
- Krzyż Oficerski Orderu Odrodzenia Polski (1945)
- Złoty Krzyż Zasługi (17 września 1946)[7]
- Medal 10-lecia Polski Ludowej (19 stycznia 1955)[8]